# Трубковёрт берёзовый чёрный
Трубковёрт берёзовый чёрный (Deporaus betulae) — вид жуков из семейства трубковёртов.

## Описание
Длина тела 2,5—4 мм. Окраска чёрная, без металлического блеска. Верх тела покрыт длинными полуприлегающими волосками. Голова за глазами почти квадратная с довольно глубокой перетяжкой, сверху выпуклая. Головотрубка едва длиннее самой головы. Надкрылья покрыты правильными точечными бороздками из крупных и довольно глубоких ямочек, имеющих вид точек. Надкрылья не прикрывают собой несколько последних члеников брюшка.

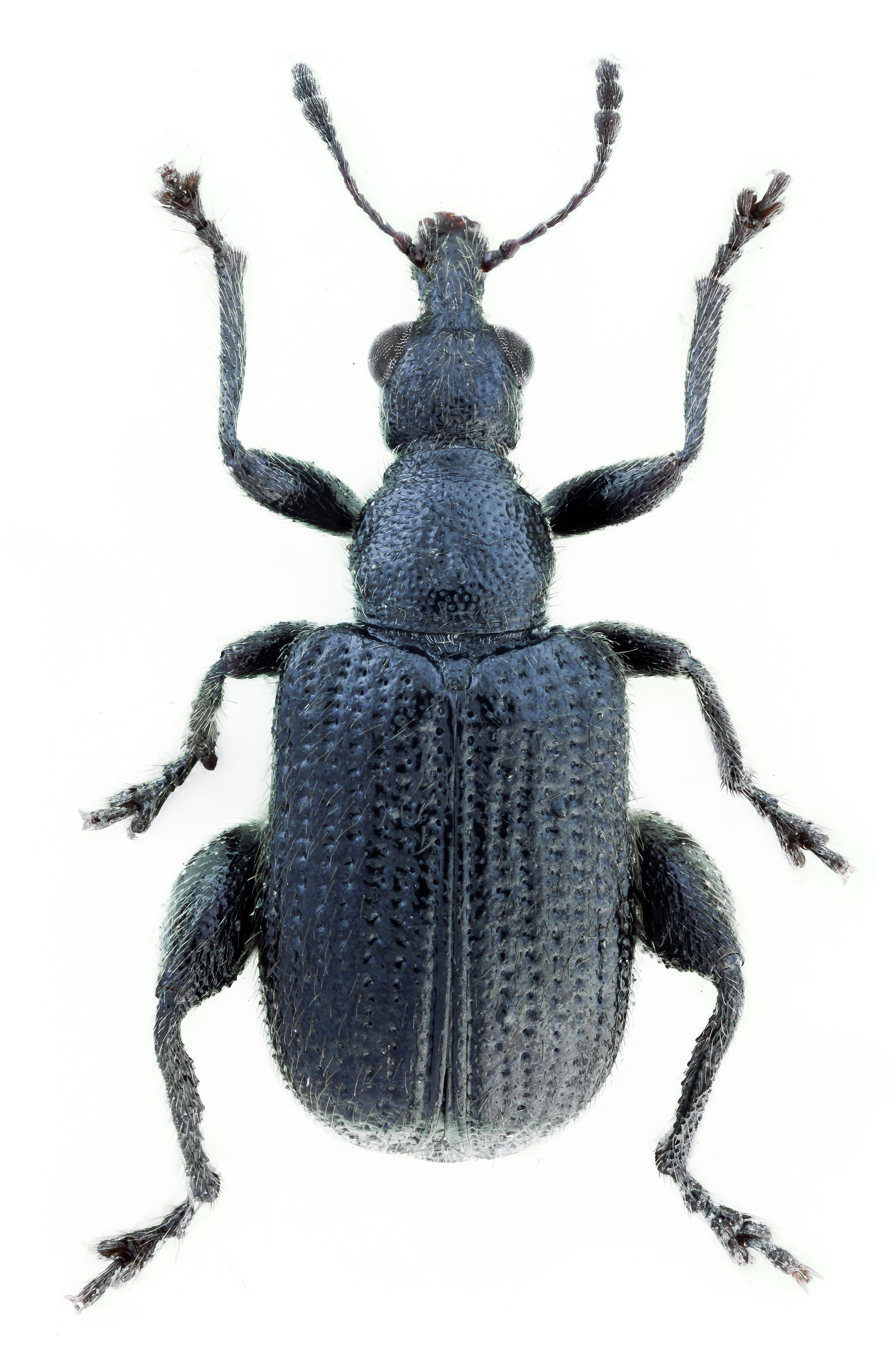
Самец
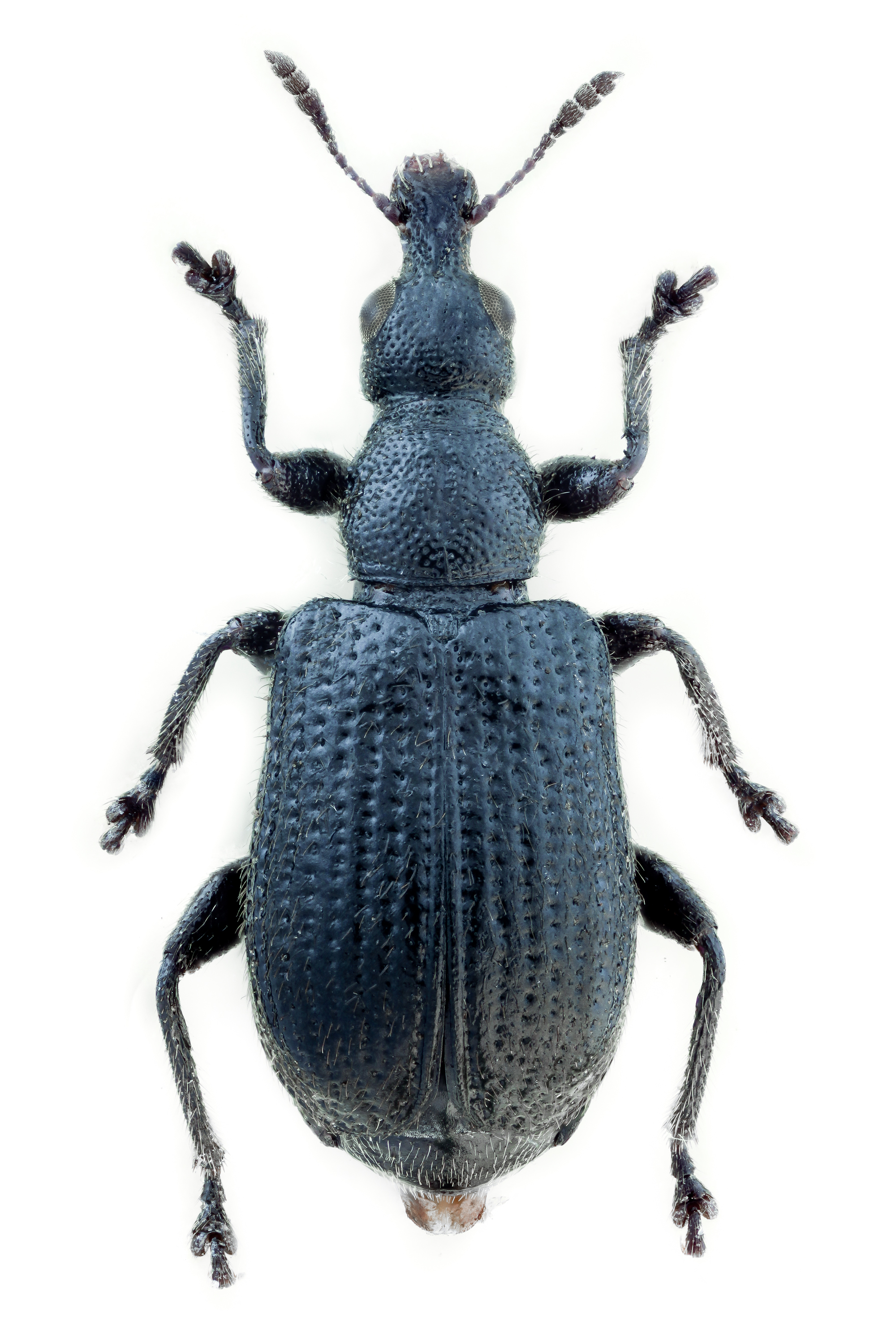
Самка

## Ареал
Средиземноморье, европейская часть России, Сибирь. На Украине — в Полесье, Лесостепи и Карпатах. Также обитает в Крыму и Центральной Азии.

## Биология

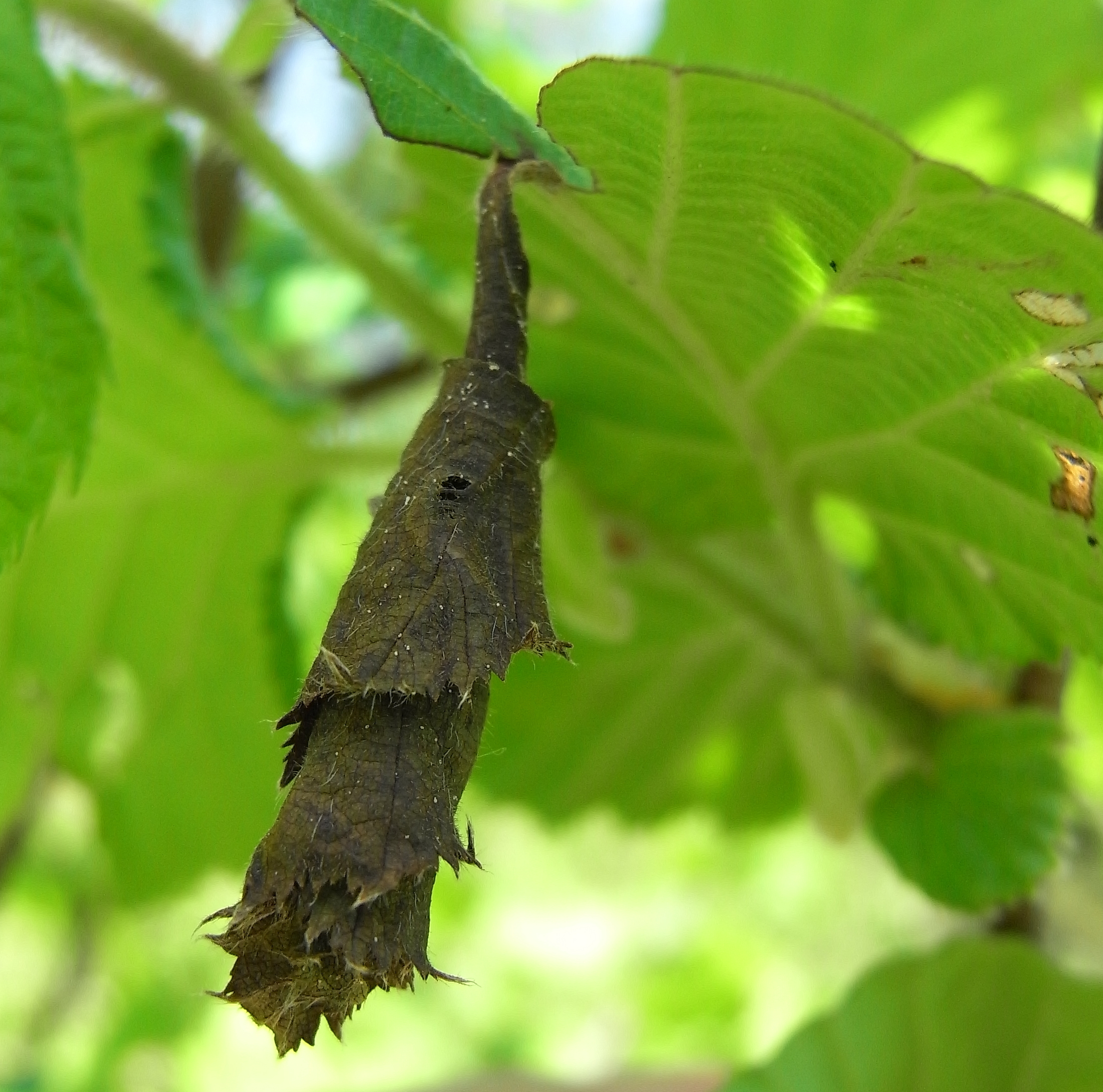
«Сигара», с развивающейся личинкой внутри

Жуки появляются во второй половине апреля — в мае. Встречаются до сентября. Самка после спаривания свертывает листья березы либо другого кормового растения в трубку в виде «сигары». Предварительно разрезает с боковых сторон пластинку листа вплоть до жилки по сложной кривой в виде буквы S, аз атем свертывает часть листа ниже надреза и в образовавшуюся трубку в форме «сигары» и откладывается яйцо. Внутри свернутых листьев и происходит развитие личинки, которые питаются увядшими листьями «сигары». Свернутые в «сигару» листья засыхают и опадают вместе с личинками внутри. Спустя какое-то время личинки выходят из свернутых листьев, закапываются в почву и делают земляные колыбельки, внутри которых окукливаются. Стадия куколки в среднем около 10 дней. Зимуют взрослые жуки в почве.
Повреждает березу, ольху, реже дуб, бук, лещину, черемуху, тополь, липу, граб.